# Antonio Calderara
Antonio Calderara est un artiste-peintre italien né le 28 octobre 1903 à Abbiategrasso et mort le 27 juin 1978 à Vacciago, localité sur la commune d'Ameno.
Il peint sa première œuvre abstraite en 1959. Son abstraction se caractérise par des tons pastels, il la qualifie de spazio mentale (espace mental).

## Antonio Calderara dans les collections publiques
- (it) Museo Cantonale d'Arte Lugano, Suisse

## Publications
- Antonio Calderara, 2005, galerie Bernard Bouche, texte d'Antonio Calderara, 25 pages